# If Wishes Were Horses
If Wishes Were Horses è il secondo album del gruppo glam rock canadese Sweeney Todd. L'album è cantato e co-scritto dall'allora quindicenne Bryan Adams, che appare lo pseudonimo Bryan Guy Adams. L'album è stato registrato presso i Little Mountain Sound Studios.

## Storia
Nel 1976 con l'addio alla band del cantante Nick Gilder e del chitarrista James McCulloch, la band si trovò a sostituire in poco tempo il cantante e il chitarrista. All'inizio, tuttavia, Sweeney Todd "ingaggiò" un ragazzo di nome Clark Perry per il lavoro, ma non si adattava molto bene agli altri membri della band, e il nuovo chitarrista di Sweeney Todd, Skip Priest, aveva gli occhi puntati su Bryan Adams, che aveva notato mentre lavorava insieme ad un'altra band locale chiamata Slan. Di conseguenza Adams iniziò a frequentare Sweeney Todd, alla fine fu testato e li convinse, in una singola audizione, e ottenne il lavoro.

### Riedizione di Roxy Roller
Il singolo Roxy Roller nel 1976 iniziò a ricevere un bel po' di airplay in Canada. A questo punto, il gruppo Sweeney Todd era già "sciolto" o "quasi sciolto", il che significa che Gilder e McCullough stavano lasciando il gruppo. "Roxy Roller" tuttavia finì per ricevere un Juno Awards come "Singolo dell'anno" in Canada. Il singolo era, ovviamente, nella sua versione originale cantata da Gilder, ma fu realizzata anche una versione con Adams come cantante solista (oltre a una con Perry), che fu la sua primissima uscita discografica. Negli Stati Uniti d'America, la versione di Adams è stata rilasciata poco dopo la versione di Gilder, confondendo i programmatori delle liste radiofoniche. Entrambi hanno raggiunto la Billboard Hot 100 poco dopo l'altro. La versione di Adams è rimasta una settimana al numero 99.

### La pubblicazione dell'album
Nel 1977 è stato rilasciato "If Wishes Were Horses", e i singoli Tantalize , If Wishes Were Horses e Song For A Star, tutti i brani erano co-scritti da Bryan Adams. Hanno poi fatto un tour attraverso il paese con la rock band canadese Trooper. Nell'autunno dell'anno, Bryan Adams lasciò la band per intraprendere una carriera da solista. Nonostante un estenuante programma di tournée per promuovere un paio di singoli (inclusa la terza ristampa di "Roxy Roller" che raggiunse il numero 99 nelle classifiche statunitensi), comprese alcune date con i Trooper, l'album non riuscì a vendere così come il primo album Sweeney Todd, e alla fine del 1977 Adams lasciò la band. La partenza di Adams segnò la fine della band. Prest lasciò poco dopo per lavorare con la Rocket Norton Band, per essere sostituito da Grant Gislason, ma questa versione non durò a lungo e la band se ne andò nel 1978. Nel 1992 l'album If Wishes Were Horses vide la luce di nuovo, quando l'album fu riconfezionato come Sweeney Todd Featuring Bryan Adams, insieme a "Rock and Roll Story" brano del 1975, dal debutto, anche se Adams non aveva nulla a che fare con il rilascio e non lo autorizzò.

## Tracce
Testi di Bryan Adams, Martin Shaer, Skip Prest, Budd Marr, Dan Gaudin, James McCulloch e Nick Gilder.
1. If Wishes Were Horses – 3:48
2. Tantalize – 4:00
3. Until I Find You – 2:35
4. Pushin' & Shovin' – 2:55
5. # 5243605-Smith – 5:10
6. Song For A Star – 2:54
7. Shut Up – 3:08
8. All Of A Sudden – 3:21
9. Wastin' Time – 4:55
10. Say Hello Say Goodbye – 3:53

## Formazione
- Bryan Adams – voce
- Skip Prest – chitarra
- John Booth – batteria
- Budd Marr – basso
- Dan Gaudin  – tastiera

## Classifiche

### Classifiche settimanali
| Classifica (1977) | Posizione massima |
| ----------------- | ----------------- |
| Canada            | 78                |